# Biskowice
Biskowice (ukr. Бісковичі) – wieś w zachodniej Ukrainie, w obwodzie lwowskim, w rejonie samborskim, w siedziba hromady Biskowice. 
Ludność: ok. 2000 – 2500 mieszkańców. Położona nad rzeką Strwiąż.
We wsi jest przystanek kolejowy Biskowice.

## Historia
Wieś szlachecka, własność Lubomirskich, położona była w 1589 roku w ziemi przemyskiej województwa ruskiego. W II Rzeczypospolitej miejscowość była siedzibą gminy wiejskiej Biskowice.
W Biskowicach urodzili się Antoni Hanebach, Jan Maciela i Wojciech Michalik.
W czasie okupacji niemieckiej polska rodzina Rychlików przez kilka miesięcy 1942 roku ukrywała Żyda Icchaka Erdmana, któremu później zapewniła schronienie we wsi Zdrochec koło Tarnowa. W 1985 roku Instytut Jad Waszem podjął decyzję o przyznaniu pośmiertnie Antoniemu Rychlikowi tytułu Sprawiedliwy wśród Narodów Świata.
W miejscowości znajduje się rzymsko-katolicka parafia Narodzenia św. Jana Chrzciciela.